# Acetat de sodiu
Acetatul de sodiu, denumit și etanoat de sodiu și abreviat NaOAc, este sarea sodiului cu acidul acetic și are formula CH3COONa.  Este un compus delicvescent cu o gamă largă de utilizări. Este folosit ca și aditiv alimentar, din categoria conservanților naturali, având numărul E262.